# Mellersta Finlands välfärdsområde
Mellersta Finlands välfärdsområde (finska: Keski-Suomen hyvinvointialue) är ett av de 21 välfärdsområdena i Finland. Välfärdsområdet grundades som en del av reformen som berör social- och hälsovården och räddningsväsendet i Finland, och det omfattar samma område som  landskapet Mellersta Finland.

Mellersta Finlands välfärdsområde.

## Kommuner
Mellersta Finlands välfärdsområde består av 22 kommuner varav 6 är städer.
- Hankasalmi kommun
- Joutsa kommun
- Jyväskylä stad
- Jämsä stad
- Kannonkoski kommun
- Karstula kommun
- Keuru stad
- Kinnula kommun
- Kivijärvi kommun
- Konnavesi kommun
- Kyyjärvi kommun
- Laukas kommun
- Luhango kommun
- Muldia kommun
- Muurame kommun
- Petäjävesi kommun
- Pihtipudas kommun
- Saarijärvi stad
- Toivakka kommun
- Urais kommun
- Viitasaari stad
- Äänekoski stad

I april 2022 fanns det 272 359 invånare i området.

## Tjänster
Från och med 1 januari 2023 överförs ansvaret för social- och hälsovårdstjänster och räddningsväsende från kommuner och samkommuner till välfärdsområdena. Enligt lag ska kommuners och samkommuners gällande avtal överföras till välfärdsområden.

### Sjukvård
Mellersta Finlands välfärdsområdes centralsjukhus, Sjukhuset Nova, finns i Jyväskylä. Specialsjukvård tillhandahålls på Kuopio universitetssjukhus.

### Räddningsverk
Mellersta Finlands räddningsverk är verksamma i området. Det finns totalt 45 brandstationer i Mellersta Finland.

## Beslutsfattande

### Välfärdsområdesvalet
Vid välfärdsområdesval utses välfärdsområdesfullmäktige för välfärdsområdena, som ansvarar för ordnandet av social- och hälsovården och räddningsväsendet från och med den 1 januari 2023. Välfärdsområdena har självstyre och den högsta beslutanderätten utövas av välfärdsområdesfullmäktige. Välfärdsområdesval förrättas samtidigt med kommunalval.
Det första välfärdsområdesvalet hölls den 23 januari 2022. Då valdes 69 personer till välfärdsområdesfullmäktige.

### Välfärdsområdesfullmäktige
Välfärdsområdesfullmäktige ansvarar för välfärdsområdets verksamhet och ekonomi. Fullmäktige fattar beslut om årsbudgeten, godkänner bokslutet och ansvarar för strategiska linjer.

### Mandatfördelning
| 6 | 16 | 7 | 7 | 18 | 3 | 11 |  |

| 34 | 35 |

| 7 | 16 | 7 | 4 | 21 | 4 | 10 |

| 27 | 42 |